# Canthydrus semperi
Canthydrus semperi là một loài bọ cánh cứng trong họ Noteridae. Loài này được Wehncke miêu tả khoa học đầu tiên năm 1876.